# Petrus Enewald
Petrus Enewald, född 23 januari 1695 i Västra Eneby församling, Östergötlands län, död 28 april 1767 i Vists församling, var en svensk präst.

## Biografi
Enewald föddes 1695 på Kroksfall i Västra Eneby socken. Han var son till frälsefogden Jöns Eriksson och Elisabeth Jacobsdotter. Enewald började sina studier i Linköping. Han blev 1715 student vid Uppsala universitet och avlade 5 juni 1722 magisterexamen. Enewald prästvigdes 21 september 1724 och blev huspredikant hos presidenten Germund Cederhielm den yngre på Säby i Vists socken. Enewald blev 1726 kyrkoherde i Vists församling och prost 4 oktober 1760. Han avled 1767 i Vists socken och begravdes i Vists kyrka av svågern Jacob Ekerman.

### Familj
Enewald gifte sig 20 augusti 1727 med Eva Elisabeth Ekerman (1707–1788). Hon gifte om sig 30 november 1769 med kaptenen Daniel Enander (död 1774).